# Sprinkange
Sprinkange (luxembourgeois: Sprénkeng, allemand: Sprinkingen) est une section de la commune luxembourgeoise de Dippach située dans le canton de Capellen.